# 民都洛
13°12′N 120°54′E / 13.200°N 120.900°E

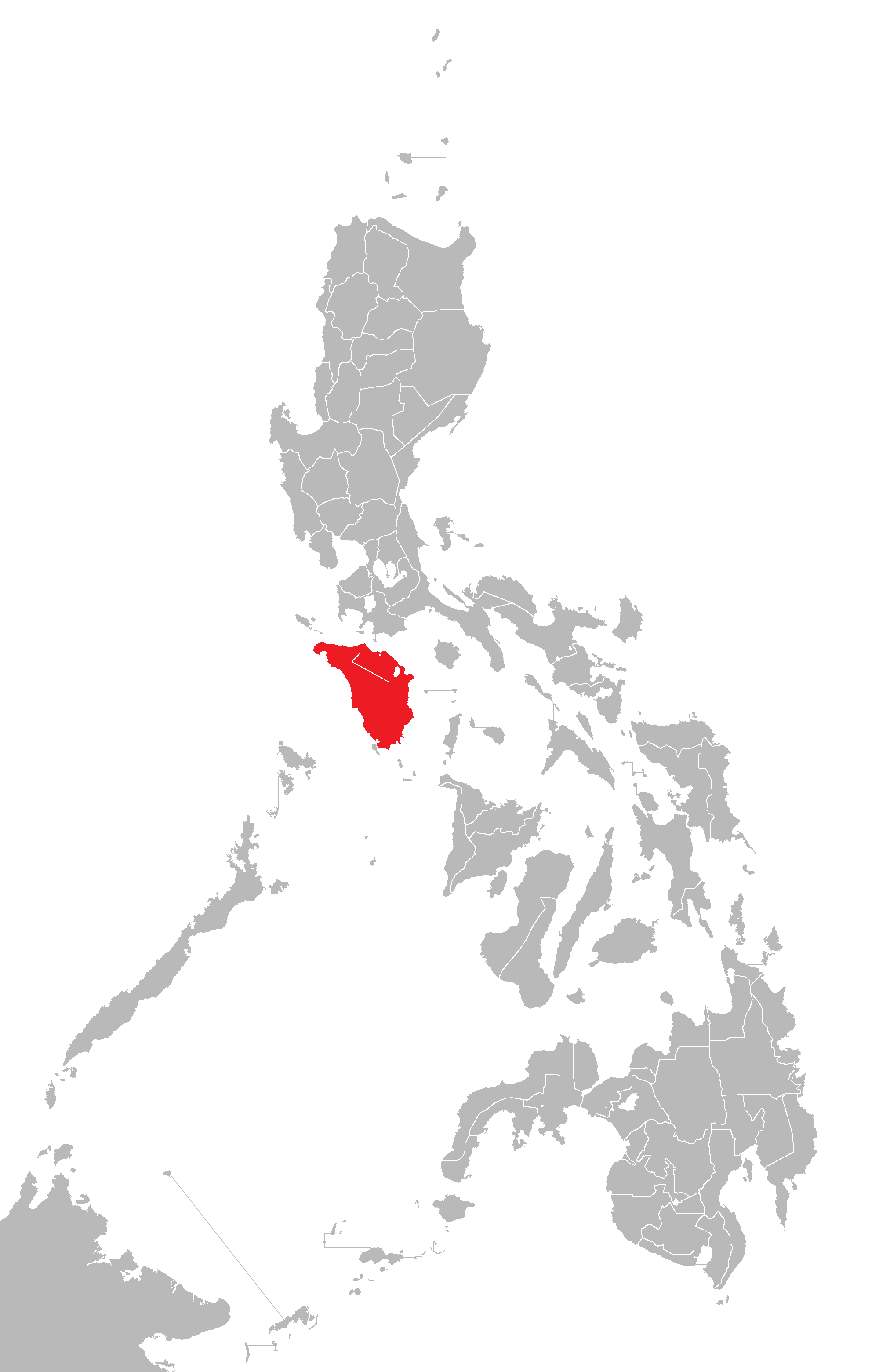
民都洛島

民都洛，又譯明多羅，故称麻逸國，是菲律宾的第七大岛，面積約10,572平方公里，位于吕宋島之西南，巴拉望島之東北，蘇祿海北端。人口1,331,473（2015年）。

## 名稱
民都洛岛取自西班牙文的mina de oro（金矿之意）。

## 地形
民都洛岛长约160公里，南北宽84公里，岛上最高的山有2500多公尺，大部分的地区还是相当原始，路面颠簸不平是稀鬆平常的事，岛上的原住民曼吉亞人更为原始。

## 行政
民都洛岛上较有开发的地方是东民都洛岛的加萊拉港（Puerto Galera）一带，这裡有相当多的潜水点及饭店，对马尼拉人来说，这裡方便易往，从马尼拉邻近的港口搭船只需一个多小时。民都洛岛包含東民都洛省和西民都洛省。
東民都洛省的首府是卡拉潘，观光客聚齐的地方以格雷拉港为主，潜水、浮潜以及水上活动很多，沙滩包含小拉古娜海灘（Little Lalaguna Beach）、大拉古娜海灘（Big Lalaguna Beach），而沙班海灘（Sabang Beach）是其中最热闹的区域之一，有很多旅馆、pub。

## 文獻
- C.Michael Hogan. 2011. Sulu Sea. Encyclopedia of Earth. Eds. P.Saundry & C.J.Cleveland. Washington DC （页面存档备份，存于）

## 連接
- "Map of Mindoro" （页面存档备份，存于） showing towns and major mountain tops
- Mindorenyos - Connecting Mindoro People
- Online Community for Mindorenyos